# 米科武夫縣

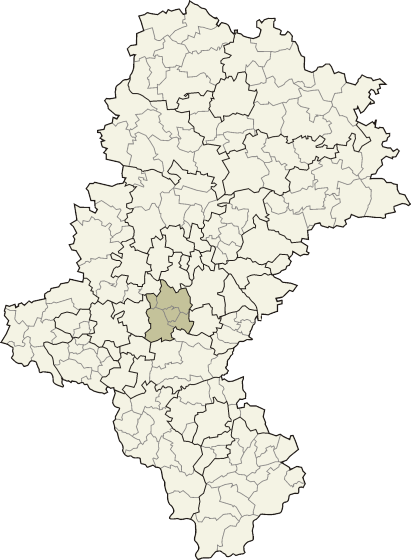

50°10′N 18°54′E / 50.167°N 18.900°E
米科武夫縣（波蘭語：Powiat mikołowski），是波蘭的縣份，位於該國南部，由西里西亞省負責管轄，首府設於米科武夫，面積232平方公里，2006年人口91,022，人口密度每平方公里390人。